# Biblioteca statale di Lucca
La Biblioteca statale di Lucca ha sede in parte del convento annesso alla Chiesa di Santa Maria Corteorlandini, condiviso con l'Ordine dei Chierici regolari della Madre di Dio. Detiene il deposito legale per la provincia di Lucca.

## Storia
La Repubblica di Lucca, nella seconda metà del XVIII secolo indemaniò il Convento dei Canonici Lateranensi di S. Frediano per istituirvi l'Università cittadina. Nel palazzo si trovava una notevole biblioteca, fondata nel XVII secolo dall'abate Girolamo Minutoli (al secolo Paolino) che venne messa a disposizione dello Studium. L'8 gennaio 1787 la biblioteca fu affidata alla responsabilità di Marzio Michele, canonico, e Giacomo Lucchesini. Nel 1790 fu dato l'incarico all'abate Carlo Ambrogio Vecchi di riordinare e catalogare la collezione libraria, rimanendo la biblioteca aperta agli studenti e ai professori dell'Istituto due volte a settimana. L'apertura al pubblico avvenne a riordinamento finito, il 13 novembre 1794, e il Vecchi ebbe confermato il suo posto di bibliotecario.
Con decreto del 20 maggio 1791 la Repubblica assegnò alla biblioteca il diritto di stampa, che tuttora possiede, insieme a uno stanziamento annuo di 840 lire per l'acquisto di libri. Col 1796 cominciarono gli acquisti di biblioteche private, prima fra le quali fu quella del padre Antonio Giunti, seguita due anni dopo da quella di Pietro e Sebastiano Paoli e nel 1802 da quella di Francesco Maria Fiorentini. Un decreto di Felice Baciocchi del 1807 rese la Biblioteca deposito dei periodici acquistati dall'Accademia Napoleone, guadagnando l'Accademia spazio e la Biblioteca opere disponibili per il pubblico. Nel 1822 un grave incendio distrusse «non meno di 10 mila volumi, fra i quali le opere più pregiate e i più preziosi manoscritti, nonché la maggior parte delle pubblicazioni accademiche». Cinque mesi dopo, il 20 giugno, la biblioteca riaprì al pubblico. Il 26 settembre 1832 fu acquistata la preziosa raccolta libraria di Cesare e Giacomo Lucchesini.
| Biblioteca                                     | volumi № |
| ---------------------------------------------- | -------- |
| Santa Maria Nera (Chierici della Madre di Dio) | 23 000   |
| S. Romano (Domenicani)                         | 10 000   |
| Padri Francescani                              | ?        |
| Santa Maria Forisportam                        | ?        |
| Cappuccini                                     | ?        |
| S. Agostino (Agostiniani)                      | ?        |
| S. Andrea di Viareggio (Servi di Maria)        | 7 000    |
| Borgo a Mozzano (Francescani)                  | 3 600    |
| S. Pier Cigoli (Carmelitani)                   | 2 000    |
| S. Francesco in Lucca (Francescani)            | 1 000    |

Ai tempi dell'annessione di Lucca al Regno d'Italia si constatò l'inadeguatezza della sede in San Frediano e si cominciò a considerare la costruzione di una nuova sala che fungesse sia da sala di lettura che da deposito librario, ma l'applicazione delle leggi eversive del 1866 rese il progetto affatto inadeguato, visto che i fondi delle librerie ecclesiastiche soppresse avrebbero certamente ecceduto la capacità di qualunque edificio si fosse costruito. Inoltre, la biblioteca pubblica condivideva la fabbrica di San Frediano col Real Collegio e non era possibile acquisire nuovi e ampi spazi senza pregiudicare il Collegio stesso: si decise dunque di trovare una diversa sede per la biblioteca, sfruttando uno dei conventi soppressi. Nel tempo che l'individuazione dello stabile da impiegare e il trasloco richiesero, le collezioni claustrali rimasero per dieci anni senza definitiva sistemazione, subendo spoliazioni lo smembramento delle singole raccolte; nel 1877 finalmente la biblioteca pubblica di Lucca fu trasferita nell'edificio attuale, riaprendo ufficialmente il 16 agosto. Occupa gran parte del fabbricato e ha tre grandi sale monumentali: la maggiore e più importante di esse è la libreria barocca dei Chierici della Madre di Dio, all'ultimo piano. Le altre due sale con scaffali su più piani e ballatoi vennero aggiunte successivamente al trasferimento e sono usate per la lettura generale e le conferenze, rispettivamente. Nel 1900, nel salone di S. Maria Corteorlandini, vi fu aperto un museo dedicato a Francesco Carrara, che raccoglieva moltissima documentazione, manoscritta e a stampa, prodotta dal Carrara. Nel 1934 tornarono dalla biblioteca palatina di Parma, dov'erano arrivati al seguito di Carlo di Borbone dopo che aveva abdicato da duca di Lucca, 190 manoscritti di argomento lucchese.
La Biblioteca è dipesa dal Ministero della pubblica istruzione fino all'istituzione di quello che oggi è il Ministero della cultura.

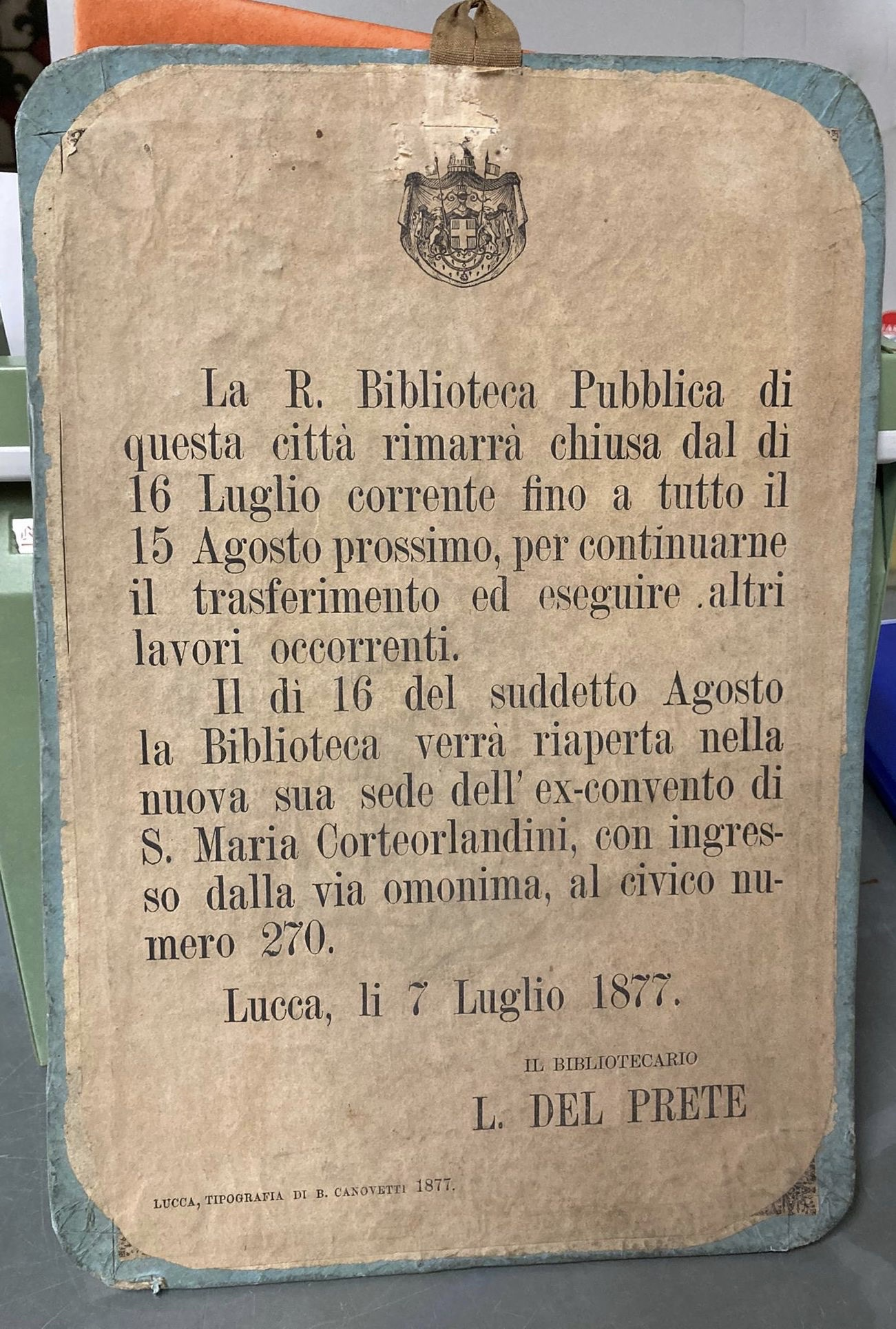
Avviso del trasloco della biblioteca in S. Maria Corteorlandini

## Patrimonio

### Manoscritti
La biblioteca statale può vantare il fondo Baroni, preziosissimo per le ricerche sulla storia, la genealogia e le armi delle famiglie lucchesi, il fondo di Francesco Maria Fiorentini, il fondo degli eruditi fratelli Lucchesini.
- Ms. 1375. Contiene la commedia in italiano I tre tiranni di Agostino Ricchi (circa 1533), scritta in endecasillabi, con un panegirico, redatto in versi greci neoellenici, dal letterato ed editore librario Nicola Sofianòs ed indirizzato a Francesco I di Francia, a Solimano il Magnifico, al suo ministro Ibrahim e ad Alvise Gritti.
- Liber Missarum de Tempore a Cena Domini usque ad Adventum, pergamena, con miniature di eseguite da Eufrasia Burlamacchi dal 1502 al 1512.
- Ms. 2649. Liber Missarum de Tempore ab Adventu usque ad Cenam Domini, pergamena, con miniature di eseguite da Eufrasia Burlamacchi.
- Ms. 1661. Manoscritto con ritratto di Castruccio Castracani.

Riguardo alla giurisprudenza, si conserva il fondo di Francesco Carrara, cui come già ricordato fu dedicato un museo, che raccoglie lettere, documenti e le opere stesse del giurista; Michele ed Enrico Ridolfi hanno arricchito le raccolte con i loro documenti riguardanti principalmente la storia e la critica dell'arte, mentre il fondo Giovanni Giannini conserva ricerche sulla letteratura popolare di Lucca.
Per i documenti utili alla storia del Risorgimento si può vedere  Ersilio Michel, La Biblioteca Governativa di Lucca, in Rassegna storica del Risorgimento, IX, gennaio-marzo 1922,  pp. 649-658. URL consultato l'11 luglio 2021 (archiviato dall'url originale l'11 luglio 2021).

#### Autografi
Tra i manoscritti si conservano scritti autografi di:
- Alfieri Vittorio
- Azeglio (D') Massimo
- Bandettini Teresa
- Beverini Bartolommeo
- Bonifazio IX, papa
- Calogerà P. Angelo
- Cappellari Mauro (papa Gregorio XVI)
- Carducci Giosuè
- Carrara Francesco
- Centofanti Silvestro
- Colonna Giovanni, maresciallo generale e capitano di Pisa
- Dante da Castiglione
- Fiacchi Luigi (Clasio)
- Giordani Pietro
- Giovio Giovanni Battista
- Lucchesini Cesare
- Maffei Scipione
- Magliabechi Antonio
- Mansi Giovanni Domenico
- Metastasio Pietro
- Muratori Lodovico
- Muzzi Luigi
- Niccolini Giovanni Battista
- Nota Alberto
- Papi Lazzaro
- Parini Giuseppe
- Pascoli Giovanni
- Pellico Silvio
- Pindemonte Ippolito
- Redi Francesco
- Saluzzo Roero Diodata
- Spallanzani Lazzaro
- Staël-Holstein (Mad. de)
- Tiraboschi Girolamo
- Visconti Ennio Quirino
- Volta Alessandro

I carteggi più rilevanti sono quelli di Giovanni Pascoli e dei Ridolfi, oltre al fondo Bonturi-Razzi, che conserva scritti di Giacomo Puccini.

## Direttori
L'elenco dei direttori è riportato in  Archivi di biblioteche : per la storia delle biblioteche pubbliche statali, Roma, Edizioni di storia e letteratura, 2002,  pp. 96-97. e in Direttori della Biblioteca statale di Lucca, su AIB-Web, 9 febbraio 2012. Dal 2015, terminata la direzione di Marco Paoli, l'istituto è retto da funzionari, mentre prima lo era da dirigenti ministeriali.
1. Cesare Lucchesini (1806–32)
2. Lorenzo del Prete (1832–43)
3. Bernardo Moscheni (1843–48)
4. Antonio Mazzarosa (1848–62)
5. Carlo Minutoli (1862–63)
6. Michele Pierantoni, bibliotecario (1862–70)
7. Leone del Prete (1871–87)
8. Eugenio Boselli (1887–1920)
9. Gabriello Briganti, reggente (1920–21)
10. Giuseppe Zapparoli (1921–26)
11. Anita Mondolfo (1926–28)
12. Amos Parducci (1928–39)
13. Gabriello Briganti (1939–41)
14. Elena Amico Moneti (1942–56)
15. Marta Friggeri (1956–70)
16. Anna Lenzuni (1970–73)
17. Diego Maltese (giugno–luglio 1973)
18. Alberto Tinto (1973–88)
19. Marco Paoli, reggente (1988–?)
20. Roberto Signorini (in funzioni al 1991)[12]
21. Emilio Michelucci (in funzioni al marzo 2000[13]–2001)[14]
22. Marco Paoli (2001 come reggente, agosto 2002 di ruolo[15]–1º marzo 2015)[10][16]
23. Monica Maria Angeli (6 febbraio 2015 come reggente, 22 giugno 2015 di ruolo–2023)[16]
24. Maria Sabrina La Pusata (2023–in funzioni)

### Cataloghi editi
- (LA) Augusto Mancini, Index codicum Latinorum bibliothecae publicae Lucensis, in Studi italiani di Filologia classica, VIII, Firenze, Seeber, 1900,  pp. 115-318.
- Augusto Mancini, Codici greci a Lucca, in Studi italiani di filologia classica, VIII, Firenze, Seeber, 1900,  pp. 319-320.
- Nicola Festa, Indice de' codici greci di Lucca e Pistoia, in Studi italiani di filologia classica, V, Firenze-Roma, Tip. dei fratelli Bencini, 1897,  pp. 221-230.
- Marco Paoli, Le edizioni del Quattrocento in una raccolta toscana : gli incunaboli della Biblioteca statale di Lucca : catalogo descrittivo, Lucca, M. Pacini Fazzi, 1990-1992.
- Marco Paoli, I corali della Biblioteca statale di Lucca, Firenze, Olschki, 1977.
- Marco Paoli, I codici di Cesare e Giacomo Lucchesini: un esempio di raffinato collezionismo tra Settecento e Ottocento, Lucca, M. Pacini Fazzi, 1994, ISBN 88-7246-164-2.